# Malacocoris
Malacocoris is een geslacht van wantsen uit de familie blindwantsen. Het geslacht werd voor het eerst wetenschappelijk beschreven door Fieber in 1858 .

## Soorten
Het genus bevat de volgende soorten:

- Malacocoris chlorizans (Panzer, 1794)
- Malacocoris elongatus Carvalho, 1982
- Malacocoris indicus Carvalho, 1982